# 1994-es cannes-i filmfesztivál
A 47. Cannes-i Nemzetközi Filmfesztivál 1994. május 12. és 23. között került megrendezésre, Clint Eastwood amerikai színész-rendező elnökletével. A rendezvény ceremóniamestere ez évben ismét Jeanne Moreau francia színésznő volt. A hivatalos versenyprogramban 23 nagyjátékfilm és 8 rövidfilm szerepelt; az Un certain regard szekcióban 21, míg versenyen kívül 11 alkotást vetítettek. A párhuzamos rendezvények Kritikusok Hete szekciójában 7 nagyjátékfilmet és 7 rövidfilmet mutattak be, a Rendezők Kéthete elnevezésű szekció keretében pedig 21 nagyjátékfilm és 5 kisfilm vetítésére került sor. A filmes seregszemle vetítésein 27 ország alkotása volt látható; a filmvásáron összesen 435 filmet ajánlottak forgalmazásra; 67 ország 3020 újságíróját akkreditálták, s a rendezvényeken 82 ország 21 285 filmese jelent meg.

## Az 1994-es fesztivál

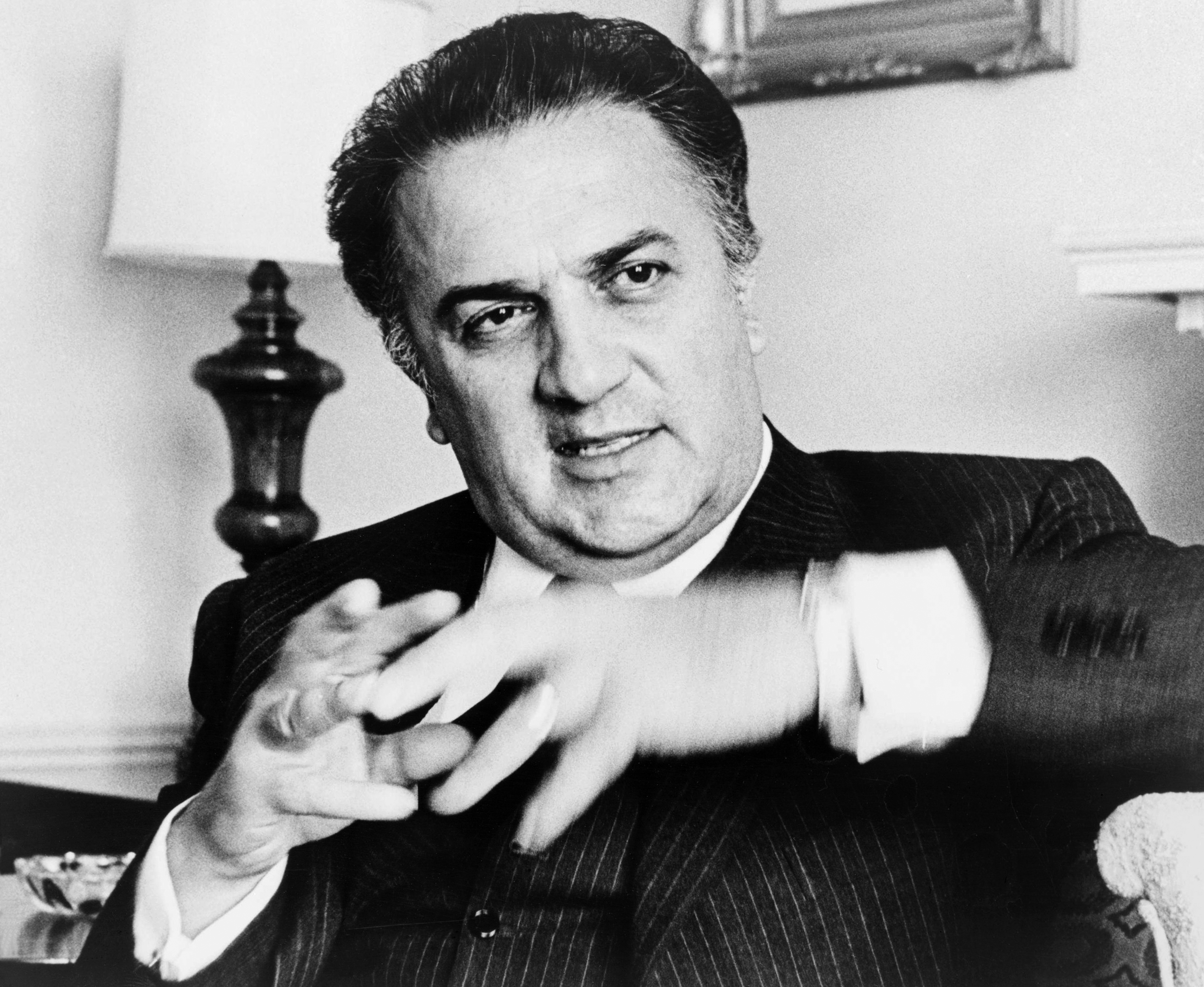
Fellini (1965)

A rendezvény két nagyszerű filmesnek állított emléket: megünnepelték Jean Renoir 100. születésnapját, és színpadi függönyt avattak az előző évben elhunyt Federico Fellini tiszteletére. A fesztivál plakátjához ugyancsak Fellini egyik eredeti rajzát használták fel. Kiemelt országként volt jelen Új-Zéland: a szigetország hat alkotását mutatták be versenyen kívül.
Ebben az évben – rendhagyó módon – helyettest is kapott a versenyprogram zsűrije, Eastwood mellett „vezetőszerep” jutott Catherine Deneuve francia színésznőnek is.
A fesztivál sikeres válogatással büszkélkedhetett, csaknem átfogó képet tudott nyújtani a világ filmterméséből – és mindez a díjazásokban is megmutatkozott. Az amerikai független filmeseket képviselő Quentin Tarantino szatírája, a Ponyvaregény gyakorlatilag tarolt Cannes-ban: meghódította mind a közönséget, mind a kritikusokat, és a zsűri is egységes volt az Arany Pálma odaítélését illetően.

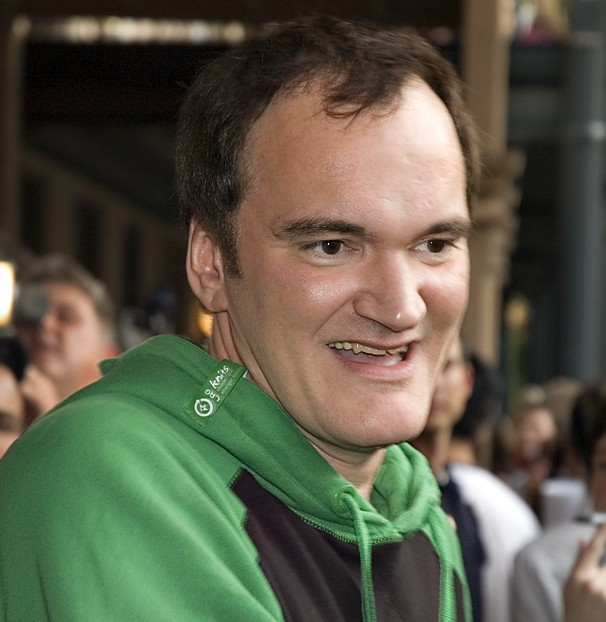
Quentin Tarantino (2007)

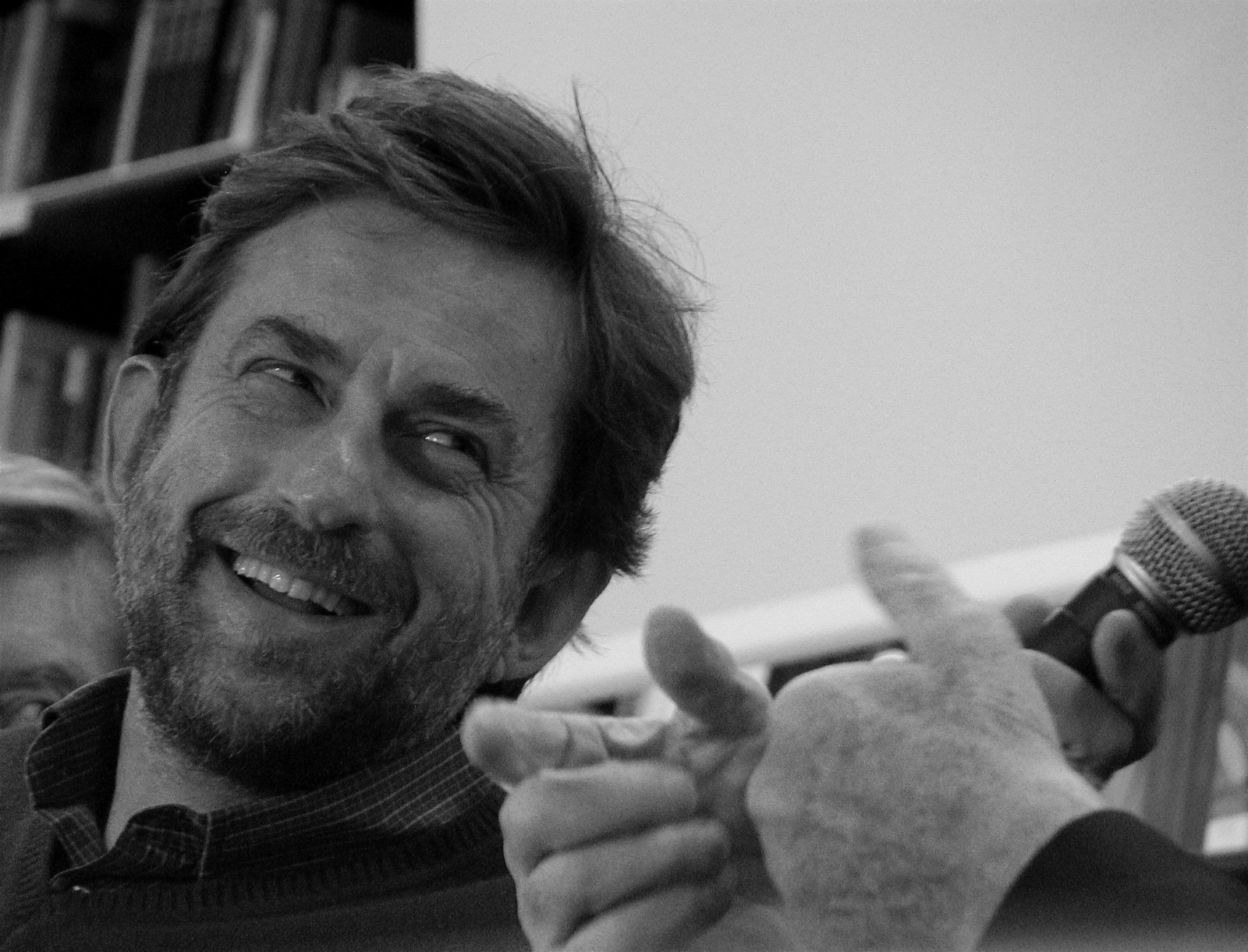
Nanni Moretti (2007)

A francia filmművészet több filmmel is jelentkezett, közülük kiemelkedett a zsűri díját átvevő Patrice Chéreau Margó királynéja (melynek főszereplője, Virna Lisi kapta a legjobb női alakítás díját), valamint a színészből forgatókönyvíróvá és rendezővé avanzsáló Michel Blanc Segítség, csaló! című vígjátéka, amely elnyerte a legjobb forgatókönyv díját, Pitof által teremtett képeffektusaiért pedig a Technikai Főbizottság nagydíját, de jól szerepelt André Téchiné Un certain regard szekcióban vetített Vad nád című alkotása is. Az olasz filmművészetet sikerrel képviselte Giuseppe Tornatore (Puszta formalitás) és főként Nanni Moretti, aki képzelt betegségének naplójával (Kedves naplóm) a rendezés díját vihette el. Az elbizonytalanodott orosz filmgyártást Andrej Koncsalovszkij (Tyúkocskám, Rjába) és Nyikita Mihalkov (Csalóka napfény) képviselte, ez utóbbi át is vehette a zsűri nagydíját, ugyanúgy, mint az egyre érettebb, és egyre népszerűbb kínai filmművészetet képviselő Csang Ji-mou (Zhang Yimou) a Liftime című alkotásáért. Iránból érkezett élete addigi legjobb filmjével Abbas Kiarostami (Az olajfák alatt) és a kanadai filmek hírnevét gazdagította Atom Egoyan FIPRESCI-díjas Exotica című alkotása. Trilógiájának befejező darabjával jelentkezett a lengyel Krzysztof Kieślowski (Három szín: piros) és Ausztráliát képviselte, bár díjat nem nyert, az azóta kultfilmmé vált Priscilla, a sivatag királynőjének kalandjai (rendező: Stephan Elliot).

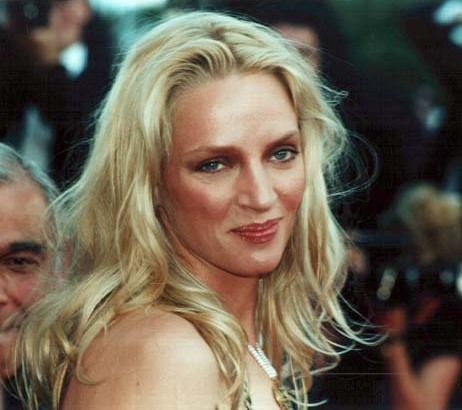
Uma Thurman (2000)

A Croisette legünnepeltebb filmcsillaga Kathleen Turner volt, aki John Waters vitriolos társadalomkritikát megfogalmazó Titkos gyilkos mama főszerepét játszotta. Keresettek voltak a (Ponyvaregény) sztárjai: John Travolta, Samuel L. Jackson, Amanda Plummer, Uma Thurman, Bruce Willis, Harvey Keitel, Ving Rhames és természetesen a színész-rendező Quentin Tarantino. A fesztivállátogatók megcsodálhatták Tim Robbins és Paul Newman alakítását A nagy ugrás című filmben. Rendkívüli párost alkotott Gérard Depardieu és Roman Polański (Puszta formalitás), valamint Liv Ullmann és Bibi Andersson (Álomjáték). Kiemelkedő alakítást nyújtott Inna Mihajlovna Csurikova (Tyúkocskám, Rjába), Josiane Balasko, Carole Bouquet és Philippe Noiret (Segítség csaló!), valamint Virna Lisi, Isabelle Adjani és Daniel Auteuil (Margó királyné).
A Rendezők Kéthete „korelnöke” a portugál Manoel de Oliveira volt (A ládikó), a többség azonban a kezdő rendezők közül került ki. Jellemző az erős mezőnyre, hogy a legjobb elsőfilmesnek járó Arany Kamera mindkét elismerése ebből a szekcióból került ki: a francia Pascale Ferran A holtakkal jobb kiegyezni című filmdrámája kapta az Arany Kamerát, míg a tunéziai Moufida Tlatli A palota csendje című drámája külön dicséretben részesült. A legnagyobb közönségsikert az orosz Valerij Todorovszkij Moszkva-parti esték című filmdrámája, valamint a finn Aki Kaurismäki Vigyázz a kendődre, Tatyjána! című vígjátéka aratta, de említésre méltó esemény volt az indiai Shekhar Kapur Bandit Queen, az osztrák Michael Haneke 71 töredék a végtelen kronológiájából, a tajvani Li An (李安, Ang Lee) Étel, ital, férfi, nő, az amerikai Hal Hartley Amatőr, a német Jan Schütte Viszontlátásra Amerika, az ausztrál Paul J. Hogan Muriel esküvője és a lengyel Dorota Kedzierzawska Varjak című alkotásának bemutatója. A rendezvény érdekessége a SAGA csoport (Sarajevo Group of Authors) által készített Covjek, Bog, Monstrum bemutatása, amelyet a délszláv háború idején, az ostromlott Szarajevó életét bemutató három rövid dokumentumfilmből vágtak össze.
1994-ben magyar alkotást nem hívtak meg sem a hivatalos programba, sem pedig valamelyik párhuzamos rendezvényre, így hivatalos magyar filmdelegáció sem utazott ki.. A külföldi filmekben ugyanakkor feltűntek magyar nevek: a magyar-francia Szabó László a főszereplője a francia új hullám méltó örökösének tartott Olivier Assayas Üres lap című filmjének. A kanadai Exotica egyik producere Robert Lantos, és e film hatásos képeivel mutatkozott be első alkalommal Cannes-ban a magyar származású kanadai operatőr, Paul Sarossy. Marton Csokas játszotta a versenyen kívül vetített új-zélandi A Game with No Rules című film férfi főszerepét.

## Zsűri

### Versenyprogram
- Clint Eastwood, színész-filmrendező –  Amerikai Egyesült Államok – a zsűri elnöke
- Catherine Deneuve, színésznő –  Franciaország – alelnök
- Pupi Avati, filmrendező –  Olaszország
- Guillermo Cabrera Infante, író –  Kuba
- Isiguro Kazuo, író –  Japán
- Alekszandr Leonyidovics Kajdanovszkij, forgatókönyvíró-rendező –  Oroszország
- Marie-Françoise Leclère, újságíró –  Franciaország
- Sin Szangok (신상옥, Shin Sang-ok), filmrendező –  Dél-Korea
- Lalo Schifrin, zeneszerző –  Argentína
- Alain Terzian, producer –  Franciaország

### Arany Kamera
- Marthe Keller, színésznő –  Svájc – a zsűri elnöke
- Hans Beerekamp, filmkritikus –  Hollandia
- Josée Brossard, filmkedvelő -  Franciaország
- Mario Dorminsky, fesztiváligazgató –  Portugália
- An-Cha Flubacher Rhim, filmkritikus –  Svájc
- François Ode, filmrendező –  Franciaország
- Georges Pansu, producer –  Franciaország
- Jacques Zimmer, filmkritikus –  Franciaország

## Hivatalos válogatás

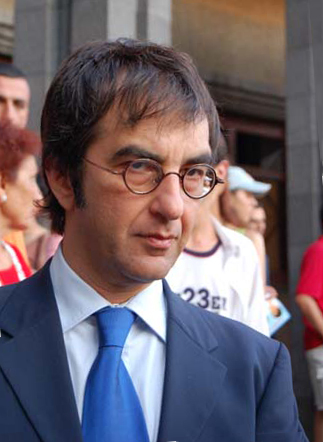
Atom Egoyan (2007)

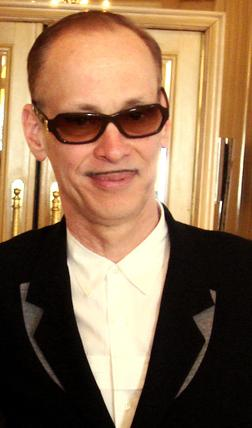
John Waters (2007)

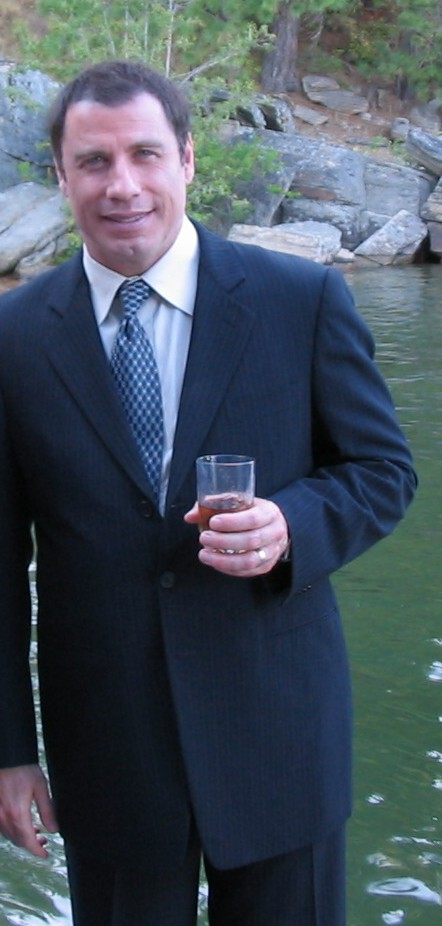
John Travolta (2004)

### Nagyjátékfilmek versenye
- Barnabo delle montagne – rendező: Mario Brenta
- Caro diario (Kedves naplóm)[7] – rendező: Nanni Moretti
- Tu li si taj (獨立時代, Dú lì shí dài) – rendező: Edward Yang
- Exotica – rendező: Atom Egoyan
- Grosse fatigue (Segítség, csaló!) – rendező: Michel Blanc
- Huo-csö (活著, Huozhe) (Élni)[4] – rendező: Csang Ji-mou (張藝謀, Zhang Yimou)
- Kurocska Rjaba (Tyúkocskám, Rjába) – rendező: Andrej Koncsalovszkij
- La reina de la noche – rendező: Arturo Ripstein
- La reine Margot (Margó királyné) – rendező: Patrice Chéreau
- Le buttane – rendező: Aurelio Grimaldi
- Le joueur de violon (A hegedűs) – rendező: Charles Van Damme
- Les patriotes (A kémkedés ára) – rendező: Eric Rochant
- Mrs. Parker and the Vicious Circle (Mrs. Parker és az ördögi kör) – rendező: Alan Rudolph
- Neak sre – rendező: Rithy Panh
- Pulp Fiction (Ponyvaregény) – rendező: Quentin Tarantino
- Swaham – rendező: Shaji N. Karun
- The Browning Version (Magánórák) – rendező: Mike Figgis
- The Hudsucker Proxy (A nagy ugrás) – rendező: Joel Coen
- Trois couleurs: Rouge (Három szín: piros) – rendező: Krzysztof Kieślowski
- Un été inoubliable (Egy felejthetetlen nyár) – rendező: Lucian Pintilie
- Una pura formalità (Puszta formalitás) – rendező: Giuseppe Tornatore
- Utomlennije szolncem (Csalóka napfény) – rendező: Nyikita Mihalkov
- Zire darakhatan zeyton (Az olajfák alatt) – rendező: Abbas Kiarostami

### Nagyjátékfilmek versenyen kívül
- A Game with No Rules – rendező: Scott Reynolds
- Eau de la vie – rendező: Simon Bare
- I'm So Lonesome I Could Cry – rendező: Michael Hurst
- (증발, Jeungbal) – rendező: Sin Szangok (신상옥, Shin Sang-ok)
- Montand[7] – rendező: Jean Labib
- Serial Mom (Titkos gyilkos mama) – rendező: John Waters
- Stroke – rendező: Christine Jeffs
- The Dig – rendező: Neil Pardington
- The Dutch Master – rendező: Susan Seidelman
- The Model – rendező: Jonathan Brough
- Wet – rendező: Bob Rafelson

### Un Certain Regard
- Bab El-Oued City (Utolsó találkozás)[7] – rendező: Merzak Allouache
- Bosna! – rendező: Bernard-Henri Lévy és Alain Ferrari
- Casa de Lava (Kijózanodás) – rendező: Pedro Costa
- Clean, Shaven (Tiszta, borotvált) – rendező: Lodge Kerrigan
- Drømspel (Álomjáték) – rendező: Unni Straume
- Faust – rendező: Jan Švankmajer
- I Like It Like That (Úgy szeretem így) – rendező: Darnell Martin
- Il sogno della farfalla (A lepke álma) – rendező: Marco Bellocchio
- J'ai pas sommeil – rendező: Claire Denis
- Jancio Wodnik – rendező: Jan Jakub Kolski
- L'eau froide (Üres lap) – rendező: Olivier Assayas
- Les roseaux sauvages (Vad nád) – rendező: André Téchiné
- Los náufragos – rendező: Miguel Littin
- Picture Bride (Óceán hozott) – rendező: Kayo Hatta
- Sin compasión (Könyörület nélkül) – rendező: Francisco J. Lombardi
- Sleep with Me (Aludj velem!) – rendező: Rory Kelly
- Suture (Varrat) – rendező: Scott McGehee és David Siegel
- The Adventures of Priscilla, Queen of the Desert (Priscilla, a sivatag királynőjének kalandjai) – rendező: Stephan Elliot
- Uttoran – rendező: Sandip Ray
- Xime – rendező: Sana Na N'Hada
- Hszing hua szan jüe tien (杏花三月天, Xìng huā sān yuè tiān) – rendező: Jin Li (尹力, Yin Li)

### Rövidfilmek versenye
- Book of Dreams: „Welcome to Crateland” – rendező: Alex Proyas
- El héroe – rendező: Carlos Carrera
- Lemming Aid – rendező: Grant Lahood
- Parlez après le signal sonore – rendező: Olivier Jahan
- Passage – rendező: Raimund Krumme
- Sure to Rise – rendező: Niki Caro
- Syrup – rendező: Paul Unwin
- Una strada diritta lunga – rendező: Werther Germondari és Maria Laura Spagnoli

## Párhuzamos rendezvények

### Kritikusok Hete

#### Nagyjátékfilmek
- Clerks (Shop-stop)[7] – rendező: Kevin Smith
- El dirigible – rendező: Pablo Dotta
- Hatta Ishaar Akhar – rendező: Rashid Masharawi
- Nattevagten (Éjféli játszma) – rendező: Ole Bornedal
- Regarde les hommes tomber (Férfiak mélyrepülésben) – rendező: Jacques Audiard
- Wildgroei – rendező: Frouke Fokkema
- Zinat – rendező: Ebrahim Mokhtari

#### Rövidfilmek
- Home away from home – rendező: Maureen Blackwood
- Off key – rendező: Karethe Linaae
- One night stand – rendező: Bill Britten
- Os salteadores – rendező: Abi Feijó
- Performance Anxiety – rendező: David Ewing
- Ponchada (Lakás) – rendező: Alejandra Moya
- Poubelles – rendező: Olias Barco

### Rendezők Kéthete

#### Nagyjátékfilmek
- 71 Fragmente einer Chronologie des Zufalls (71 töredék a végtelen kronológiájából) – rendező: Michael Haneke
- A Caixa (A ládikó) – rendező: Manoel de Oliveira
- Amateur (Amatőr) – rendező: Hal Hartley
- Ap'to Hioni (A hóból) – rendező: Sotiris Goritsas
- Auf Wiedersehen Amerika (Viszontlátásra Amerika) – rendező: Jan Schütte
- Bandit Queen – rendező: Shekhar Kapur
- Pej kao pei, lien tuj lien (Bei kao bei, lian dui lian) – rendező: Jianxin Huang Huang Csien-hszin (黃建新, Huang Jianxin)
- Jin si nan nu (飲食男女, Yin shi nan nu) (Étel, ital, férfi, nő) – rendező: Li An (李安, Ang Lee)
- Faut pas rire du bonheur – rendező: Guillaume Nicloux
- Fresh (Kint az utcán)[8] – rendező: Boaz Yakin
- Les amoureux (Háromszög) – rendező: Catherine Corsini
- MGM Sarajevo: Covjek, Bog, Monstrum – rendező: Ismet Arnautalic, Mirsad Idrizovic, Ademir Kenovic és Pjer Zalica
- Muriel's Wedding (Muriel esküvője) – rendező: P. J. Hogan
- Petits arrangements avec les morts (A holtakkal jobb kiegyezni) – rendező: Pascale Ferran
- Pidä Huivista Kiinni, Tatjana (Vigyázz a kendődre, Tatyjána!) – rendező: Aki Kaurismäki
- Podmoszkovnije vecsera (Подмосковные вечера;Moszkva-parti esték) – rendező: Valerij Todorovszkij
- Senza pelle – rendező: Alessandro D'Alatri
- Samt el qusur (A palota csendje) – rendező: Moufida Tlatli
- Três Palmeiras – rendező: João Botelho
- Trop de bonheur – rendező: Cédric Kahn
- Wrony (Varjak) – rendező: Dorota Kedzierzawska

#### Rövidfilmek
- 75 centilitres de prières – rendező: Jacques Maillot
- Deus ex machina (Deus ex machina) – rendező: Vincent Mayrand
- Dimanche ou les fantômes – rendező: Laurent Achard
- Éternelles – rendező: Erick Zonca
- Troubles ou la journée d’une femme ordinaire – rendező: Laurent Bouhnik

## Díjak

### Nagyjátékfilmek
- Arany Pálma: Pulp Fiction (Ponyvaregény)[7] – rendező: Quentin Tarantino
- A zsűri nagydíja:
  - Utomlennije szolncem (Csalóka napfény) – rendező: Nyikita Mihalkov
  - Huo-csö (活著, Huozhe) (Élni)[4] – rendező: Csang Ji-mou (張藝謀, Zhang Yimou)
- A zsűri díja: La reine Margot (Margó királyné) – rendező: Patrice Chéreau
- Legjobb rendezés díja: Caro diario (Kedves naplóm) – rendező: Nanni Moretti
- Legjobb női alakítás díja: Virna Lisi – La reine Margot (Margó királyné)
- Legjobb férfi alakítás díja: Ge You – Huo-csö (活著, Huozhe) (Élni)[4]
- Legjobb forgatókönyv díja: Grosse fatigue (Segítség, csaló!) – forgatókönyvíró: Michel Blanc

### Rövidfilmek
- Arany Pálma (rövidfilm): El héroe – rendező: Carlos Carrera
- A zsűri első díja (rövidfilm): Lemming Aid – rendező: Grant Lahood
- A zsűri második díja (rövidfilm): Syrup – rendező: Paul Unwin

### Arany Kamera
- Arany Kamera: Petits arrangements avec les morts (A holtakkal jobb kiegyezni)[9] – rendező: Pascale Ferran
- Arany Kamera – Külön dicséret: Samt el qusur (A palota csendje)[9] – rendező: Moufida Tlatli

### Egyéb díjak
- FIPRESCI-díj: 
  - Exotica – rendező: Atom Egoyan
  - Bab El-Oued City (Utolsó találkozás) – rendező: Merzak Allouache
- Technikai nagydíj: Pitof, hangeffektus-igazgató – Grosse fatigue (Segítség, csaló!) – rendező: Michel Blanc
- Ökumenikus zsűri díja:
  - Huo-csö (活著, Huozhe) (Élni)[4] – rendező: Csang Ji-mou (張藝謀, Zhang Yimou)
  - Utomlennije szolncem (Csalóka napfény) – rendező: Nyikita Mihalkov
- Ifjúság díja külföldi filmnek: Clerks (Shop-stop)[10] – rendező: Kevin Smith
- Ifjúság díja francia filmnek: Trop de bonheur[9] – rendező: Cédric Kahn